# Powell County, Kentucky
Powell County är ett administrativt område i delstaten Kentucky, USA, med 12 613 invånare. Den administrativa huvudorten (county seat) är Stanton. Countyt grundades 7 januari 1852 av guvernör Lazarus W. Powell.

## Geografi
Enligt United States Census Bureau så har countyt en total area på 467 km². 467 km² av den arean är land och 0 km² är vatten. 

### Angränsande countyn
- Montgomery County - norr
- Menifee County - nordost
- Wolfe County - sydost
- Lee County - söder
- Estill County - sydväst
- Clark County - nordväst